# Flyttfåglarna (Tegnér)
Flyttfåglarna är en dikt av Esaias Tegnér, skriven 1812. ("Så hett skiner solen på Nilvågen ner".) Det är i dikten flyttfåglarna själva som talar om sin eviga längtan, först till Norden, sedan till söderns länder.